# Илия Филипче
Илия Ставрев Филипче (на македонска литературна норма: Илија Ставрев Филипче) е политик от Северна Македония.

## Биография
Роден е на 28 юли 1946 година в град Охрид, тогава във Федерална Югославия. Брат му Добри Филипче също е лекар. През 1977 година учи в Загреб, Париж, Лион, Цюрих, Прага, Оклахома и други градове. Филипче е сред основателите на съвременната отоневрохирургия в Македония. Между 1994 ии 1997 е министър на здравеопазването на Република Македония. От 2009 година е редовен член на Македонската академия на науките и изкуствата.